# Modoroș, Hust
Modoroș (în ucraineană Модьорош, în maghiară Mogyorós) este un sat în așezarea urbană Vășcova din raionul Hust, regiunea Transcarpatia, Ucraina.

## Demografie
Componența lingvistică a localității Modoroș
     Ucraineană (97,33%)
     Maghiară (1,07%)
     Rusă (1,07%)
     Alte limbi (0,27%)
Conform recensământului din 2001, majoritatea populației localității Modoroș era vorbitoare de ucraineană (97,33%), existând în minoritate și vorbitori de rusă (1,07%) și maghiară (1,07%).